# Динамометаморфізм

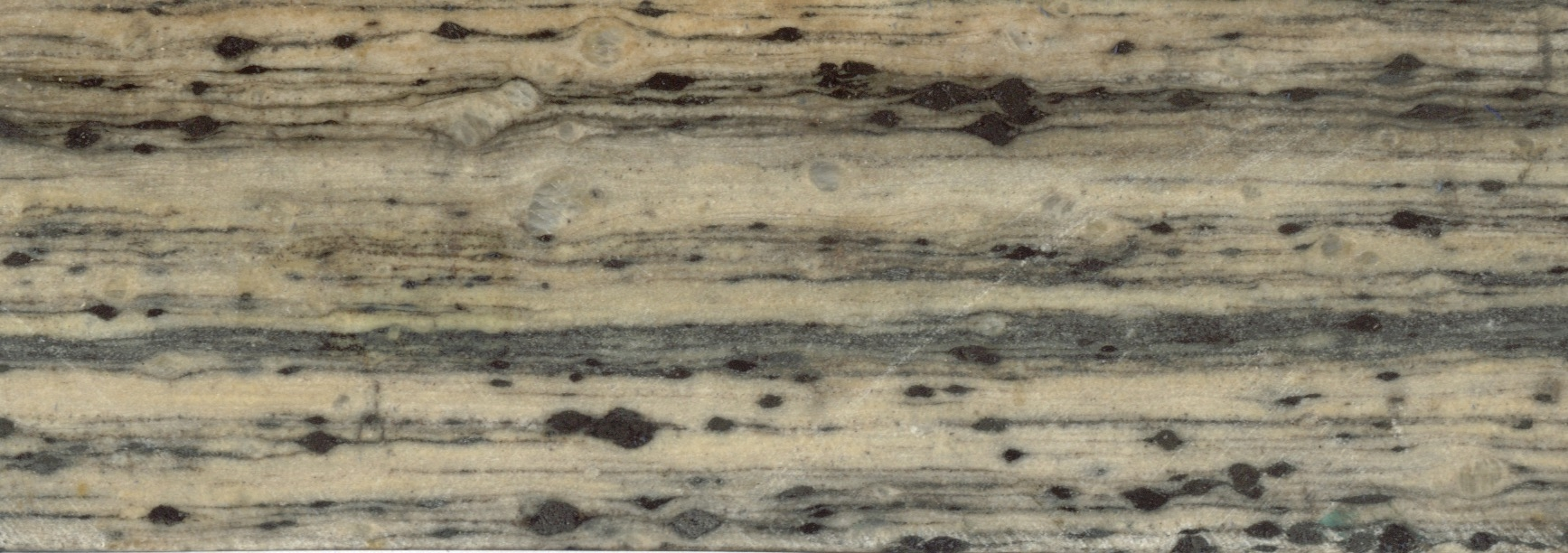
L-S тектоніт. Площина S.

Динамометаморфізм або дислокаційний метаморфізм (рос. динамометаморфизм, англ. dynamothermal metamorphism, dynamic metamorphism, kinetic metamorphism; нім. Dislokationsmetamorphose f, Dynamometamorphismus m, Dynamometamorphose f) — комплекс гіпогенних структурних і мінералогічних змін гірських порід, який проявляється в межах локальних зон інтенсивних деформацій і протікає одночасно з тектонічним рухом матеріалу.
Динамометаморфізм може проходити без перекристалізації і мінеральних новоутворень. Зміни зводяться до механічного роздавлювання та стирання зерен вихідної породи. Цей вид динамометаморфізму характерний для верхніх рівнів земної кори і проявляється у вузьких тектонічних зонах. В інших випадках процеси дроблення порід супроводжуються перекристалізацією і утворенням нових мінералів. Такий динамометаморфізм типовий для середніх і глибоких рівнів земної кори.
Продукти динамометаморфізму — тектоніти.